# Левитин, Марк Михайлович
Марк Михайлович Левитин (род. 17 декабря 1937, гор. Семёновка Черниговской области) — советский и российский учёный в области микологии и фитопатологии, академик РАСХН (1999), академик РАН (2013).
В 1961 году окончил Ленинградский СХИ (1961). В 1961—1964 работал старшим научным сотрудником Дальневосточного НИИ сельского хозяйства.
С 1965 года — во ВНИИ защиты растений: аспирант (1965—1968), младший, затем старший научный сотрудник (1968—1986), руководитель лаборатории микологии и фитопатологии (1986—2000), с 2000 года — главный научный сотрудник.
Автор научных работ по проблемам генетики и популяционной биологии фитопатогенных грибов, механизмам изменчивости возбудителей болезней растений и взаимоотношениям в системе паразит — хозяин.
Доктор биологических наук (1983), профессор (1988), академик РАСХН (1999), академик РАН (2013). Член Нью-Йоркской академии наук (1995) и Национальной академии микологии (2001).
Лауреат премии им. Н. И. Вавилова «За вклад в развитие научного наследия Н. И. Вавилова в области иммунитета растений к болезням» (2014).
Публикации:
- Генетика фитопатогенных грибов / соавт. И. В. Федорова. — Л.: Наука, 1972. — 215 с.
- Генетические основы изменчивости фитопатогенных грибов. — Л.: Агропромиздат, 1986. — 208 с.
- Фитосанитарная диагностика в интегрированной защите растений / соавт.: И. Я. Поляков, В. И. Танский. — М.: Колос, 1995. — 209 с.
- Диагностика основных болезней хлебных злаков / соавт.: Т. И. Ишкова и др. — СПб., 2002. — 74 с.
- Фузариоз зерновых культур / соавт.: Т. Ю. Гагкаева и др.; Всерос. НИИ защиты растений. — М., 2011. — 70(2)-119(51) с.